# Gustav Hoch

Gustav Hoch

Gustav Hoch (* 10. Januar 1862 in Neubrück, Kreis Samter, Provinz Posen; † 4. Oktober 1942 im Ghetto Theresienstadt) war ein deutscher Politiker der SPD.

## Leben und Beruf
Nach der Realschule absolvierte Hoch zunächst eine Kaufmännische Lehre in Danzig. Anschließend besuchte er das Gymnasium in Stolp, wo er im Jahr 1885 das Abitur ablegte. Im selben Jahr nahm er ein Studium der Staatswissenschaft an der Universität zu Berlin auf, das er nach dem Militärdienst (1886/87) in Königsberg fortsetzte und 1890 an der Universität Zürich beendete. Anschließend war er als Schriftsteller und als Redakteur der Frankfurter Volksstimme in Frankfurt am Main tätig. Im Jahr 1895 zog er nach Hanau, wo er ein Buch- und Tabakwarengeschäft betrieb und in den Jahren 1903 bis 1919 als Arbeitersekretär tätig war. Nebenberuflich war er bis 1916 Redakteur des Gewerkschaftsblattes Dachdecker-Zeitung. Er schrieb auch für die sozialdemokratische Frauenzeitschrift Die Gleichheit.
Nach der „Machtergreifung“ der Nationalsozialisten befand sich Hoch von Juni bis Dezember 1933 aus politischen Gründen in „Schutzhaft“. Später wurde er wegen seiner jüdischen Abstammung – er war aus der jüdischen Gemeinde ausgetreten – zur Zwangsarbeit verpflichtet. Ab 1940 lebte Hoch in einem jüdischen Altersheim in Berlin. Am 21. Juli 1942 wurde er in das KZ Theresienstadt deportiert, wo er im Oktober 1942 umkam. Hoch war verheiratet und hatte zwei Söhne; sein älterer Sohn Gustav war Arzt, er wurde gemeinsam mit seiner Frau Hanna, geb. Gottschalk, die ebenfalls Ärztin war, und den beiden gemeinsamen Söhnen ins Warschauer Ghetto deportiert und schließlich in Majdanek ermordet. Hoch zweiter Sohn Fritz war nach dem Zweiten Weltkrieg der erste Regierungspräsident des Regierungsbezirks Kassel.

## Partei
Hoch trat im Jahr 1888 der – damals illegalen – SPD bei. Gemeinsam mit dem späteren Reichstagsabgeordneten Friedrich Brühne gründete er 1890 den SPD-Ortsverband Bad Homburg vor der Höhe.

## Abgeordneter
In den Jahren 1902 bis 1908 und von 1910 bis 1919 war Hoch Stadtverordneter in Hanau. Bei der Reichstagswahl 1898 gewann Hoch den Reichstagswahlkreis Regierungsbezirk Kassel 8 (Hanau-Gelnhausen) und zog so erstmals in das Parlament des Kaiserreichs ein. 1903 verlor er das Mandat wieder, konnte sich aber bei der Reichstagswahl 1907 im selben Wahlkreis erneut durchsetzen und gehörte dem Reichstag dann bis 1918 an. 1919/20 war er Mitglied der Weimarer Nationalversammlung, anschließend war er bis 1928 Reichstagsabgeordneter.

## Veröffentlichungen
- Worte und Thaten des arbeiterfreundlichen Zentrums. Ein Kapitel zum Nachdenken für Arbeiter. Buchhandlung Vorwärts, Berlin 1900.
- Die Krankenversicherung der Reichsversicherungsordnung. Nach den Beschlüssen des Reichstags – ein Überblick über die wichtigsten Beschlüsse. Schnapper, Frankfurt am Main 1911.
- Reichsversicherungsordnung nebst Einführungsgesetz mit Anmerkungen und Sachregister. Giebel, Berlin 1911.
- Neue Steuern während des Krieges? Buchhandlung Vorwärts, Berlin 1916.
- Die internationale Regelung der Sozialversicherung. Verlagsgesellschaft des ADGB, Berlin 1930.

## Gedenken

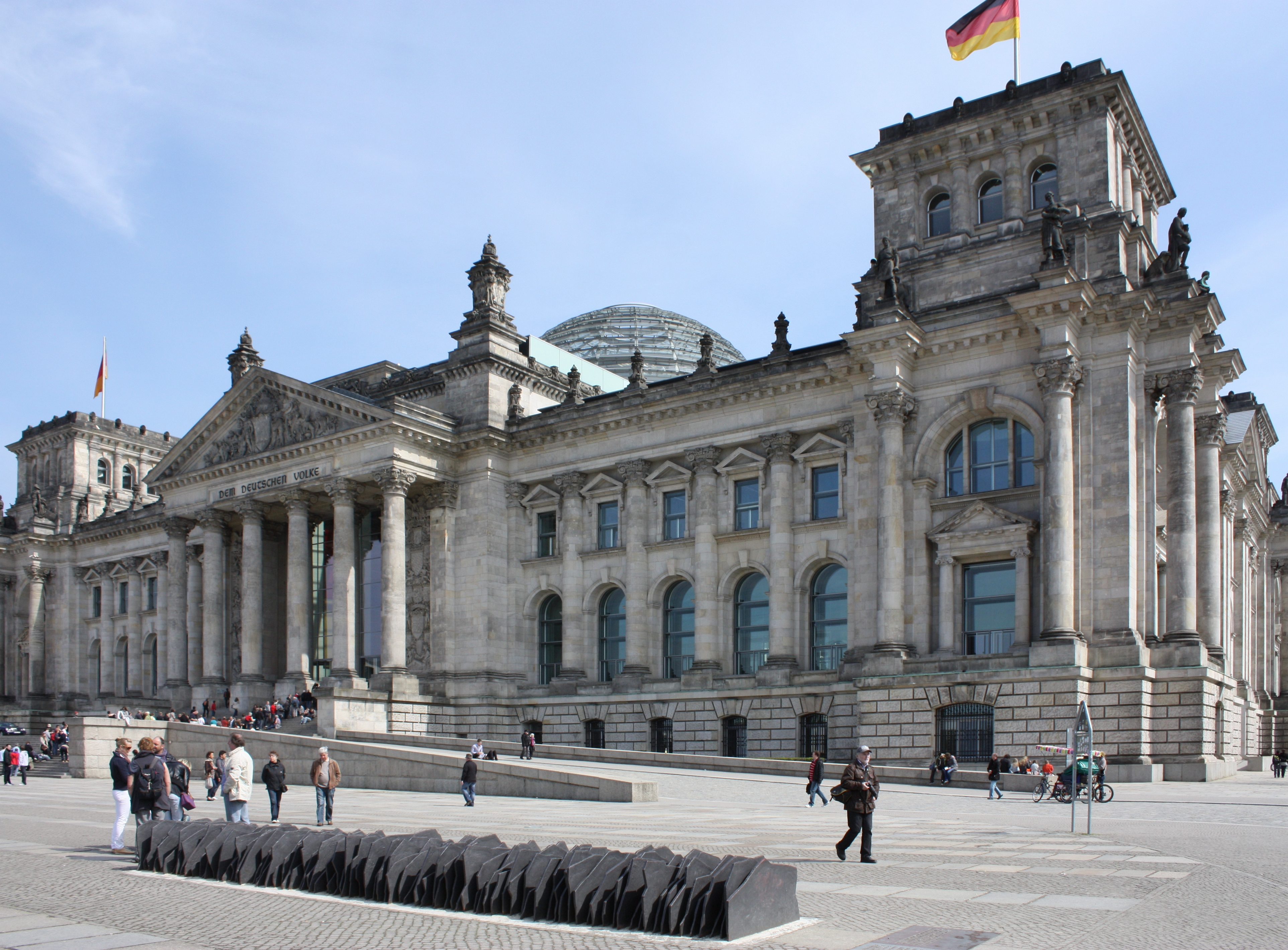
Gedenktafeln am Reichstag

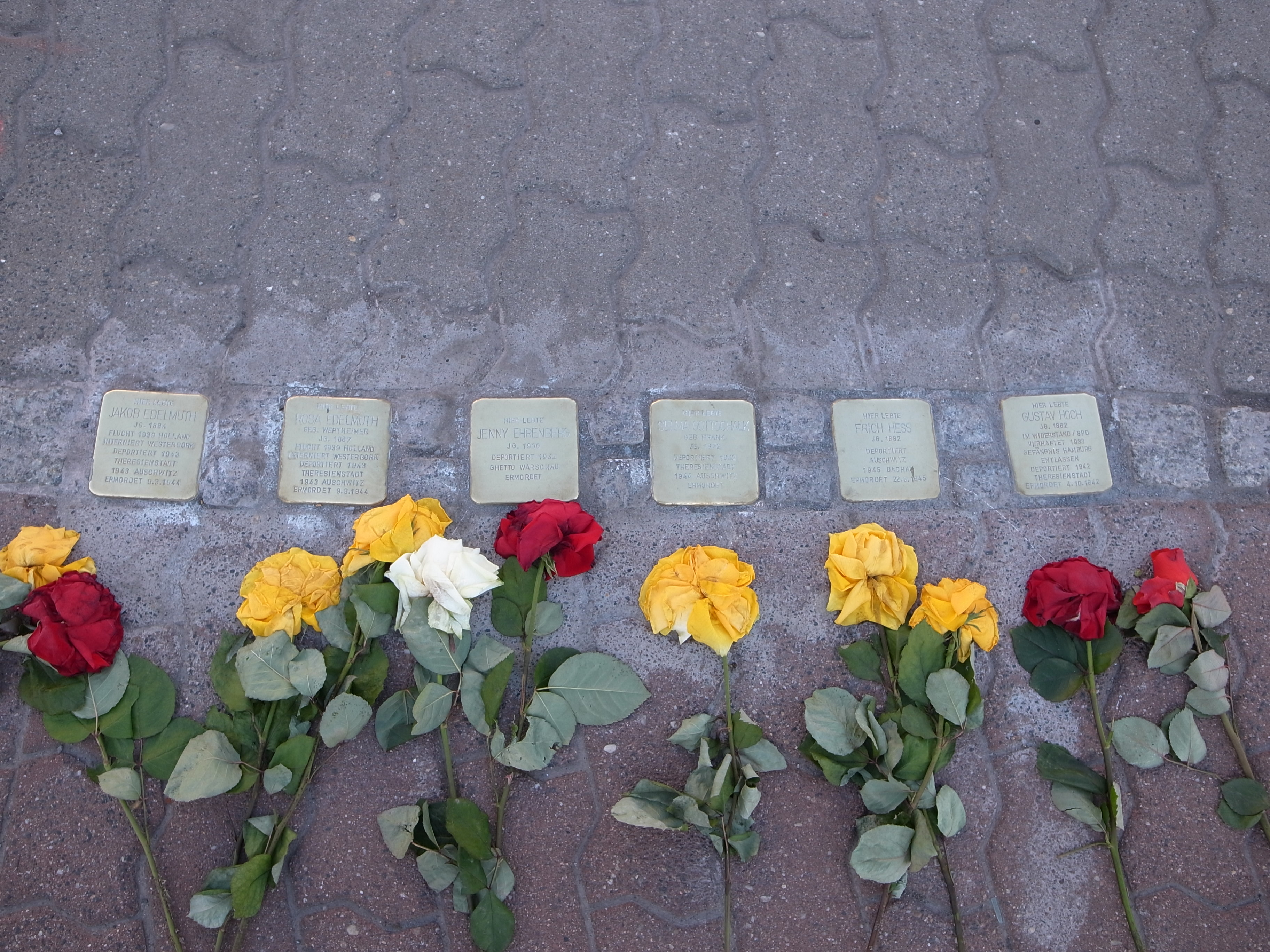
Stolperstein für Gustav Hoch in Dessau-Roßlau an der Kreuzung Franzstraße/Askanische Straße (ganz rechts)

Nach Hoch ist die Gustav-Hoch-Straße in Hanau benannt. Seit 1992 erinnert in Berlin in der Nähe des Reichstags eine der 96 Gedenktafeln für von den Nationalsozialisten ermordete Reichstagsabgeordnete an Hoch. Am 20. März 2015 wurde von dem letzten Wohnort Hochs in Dessau-Roßlau ein Stolperstein für ihn verlegt.